# 야마다 유야
야마다 유야(일본어: 山田 裕也, 1988년 4월 12일 ~ )는 일본의 전 축구 선수이다.

## 구단 경력
그는 2016년부터 2017년까지 J리그의 가고시마 유나이티드 FC에서 활동하였다.